# Dracophyllum longifolium
Dracophyllum longifolium (J.R.Forst. & G.Forst.) R.Br. ex Roem. & Schult. (maor: inanga, inaka) – gatunek drzew lub krzewów z rodziny wrzosowatych (Ericaceae). Występuje endemicznie w Nowej Zelandii.

## Nazewnictwo
Maorysi z Wyspy Północnej nazywają ten gatunek inanga, natomiast z Wyspy Południowej używają nazwy inaka. 

## Rozmieszczenie geograficzne
Rośnie naturalnie na wyspach Północnej, Południowej oraz Stewart.

## Morfologia
PokrójKrzew lub drzewo. Dorasta zwykle do 1–1,5 m wysokości, lecz zdarza się, że osiąga wysokość nawet do 11 m. Kora ma ciemnoszarą lub czarniawą barwę. Gałęzie są smukłe. Pozostają na nich widoczne blizny po opadłych liściach.
LiścieSą skupione na końcach gałązek. Mają 7,5–25 cm długości i 3–7 mm szerokości.
KwiatyZebrane w kwiatostanach tuż poniżej kępek liści. Mają białą barwę. Posiadają cylindryczny kształt. Mają 7–8 mm długości.

## Biologia i ekologia
Rośnie naturalnie od strefy przybrzeżnej do alpejskiej. Występuje na wysokości do 1200 m n.p.m. Dość powszechne rośnie w większości regionów górskich. Jest często spotykany na południu Nowej Zelandii, gdzie średnia roczna suma opadów jest wyższa niż w innych częściach kraju. Naturalnymi stanowiskami są lasy, ich skraje oraz subalpejskie zarośla. Kwitnie między listopadem a styczniem. 

## Zmienność
Gatunek wykazuje się dużą zmiennością, zwłaszcza powyżej regla górnego. Na niektórych obszarach liście są bardzo wąskie i rzadko przekraczają 3 mm szerokości, podczas gdy na innych mogą mieć one 5 mm szerokości lub więcej. Ponadto rośliny na stanowiskach w lesie, szczególnie w południowych obszarach, często mają szersze liście.